# Mentális egészség
A mentális egészség (vagy lelki egészség) alatt értjük az érzelmi, pszichológiai és társadalmi jólétet, illetve bármit, ami befolyásolja az agyi képességet, felfogást és viselkedést. Eldönti azt is, hogy egy egyén hogyan kezeli a stresszt, kapcsolatokat és döntéshozatalt. A mentális egészség alá tartozik a szubjektív jólét, megfigyelt hatékonyság, autonómia, kompetencia, integrációs függőség és az egyén intellektuális és érzelmi potenciáljának önmegvalósítása. Pozitív pszichológia vagy a holisztika szerint a mentális egészség része az is, hogy az egyén tudja-e élvezni életét és az aktivitások, illetve a pszichológiai ellenállás kialakítása közötti egyensúlyt. Kulturális különbségek, szubjektív értékelések és a különböző elméletek mind megváltoztatják azt, hogy mi a pontos definíciója a mentális egészségnek. A mentális egészséggel való problémák első jelei az alvásproblémák, energiahiány, étvágyhiány és gondolatok önkárosításról vagy mások bántalmazásáról.

## Mentális zavar
A mentális egészség a Kanadai Közegészségügyi Iroda definíciója szerint az ember azon képessége, hogy tudjon érezni, gondolkozni és viselkedni úgy, hogy jobb életstílust érjen el úgy, hogy tiszteli a személyes, társadalmi és kulturális határokat. Bármely tényező hiánya vagy sérülése mentális zavar vagy mentális betegség kialakulásához vezethet, amik mind a mentális egészség alá tartoznak. A mentális zavar definíciója szerint minden olyan egészségi állapot, ami befolyásolja vagy megváltoztatja az agyműködést, érzelmi reakciókat vagy olyan viselkedés, ami szorongáshoz vagy működésproblémákhoz vezet. Az ICD-11 a világszerte elfogadott minta a betegségek diagnosztizálására, kezelésére, kutatására és jelentésére. Egyes országokban a Mentális zavarok diagnosztikai és statisztikai kézikönyve ötödik kiadását használják.
A mentális egészségre nagy befolyással vannak olyan életstílusi döntések, mint a diéta, edzés, droghasználat, társadalmi kapcsolatok és interakciók. Terapeuták, pszichológusok, ápolók és háziorvosok is tudnak segíteni a betegségek kezelésében, főként terápiával, tanácsadással vagy gyógyszerekkel.

## Epidemiológia

Világtérkép a depresszió jelenlétéről (100 ezer lakosonként)
Jelmagyarázat
nincs adat
kevesebb, mint 600
600-700
700-800
800-900
900-1000
1000-1100
1100-1200
1200-1300
1300-1400
1400-1500
1500-1600
több, mint 1600

A mentális betegség gyakoribb, mint a rák, a diabétesz vagy szívbetegségek. Az Egyesült Államokban a 18 év fölötti lakosság több, mint 26%-a mentális betegséggel rendelkezik. Világszerte a mentális betegségtől szenvedő emberek száma eléri a 450 milliót. A depresszió világszerte a betegségek negyedik leggyakoribb okozója. 2029-re világszerte a mentális betegség lesz az első számú ok. Minden évben több, mint egy millió ember lesz öngyilkos és akár 20 millióan is megpróbálkoznak vele. A Egészségügyi Világszervezet (WHO) szerint a mentális betegségek költsége 2,5 billió dollár volt 2010-ben, ami 2030-ra elérheti a 6 billiót is.
A WHO felmérései alapján a világ lakosságának felét érinti mentális betegség, ami befolyásolja az emberek önbecsülését és mindennapi működésüket. Az ember mentális és érzelmi egészsége befolyásolhatja testi egészségét is, vezethet olyan problémákhoz, mint a gyenge döntéshozatal és kábítószer használat.
A mentális jólét javítani tudja az ember életszínvonalát, míg a gyenge mentális egészség rosszabbá teheti azt.

### Modellek

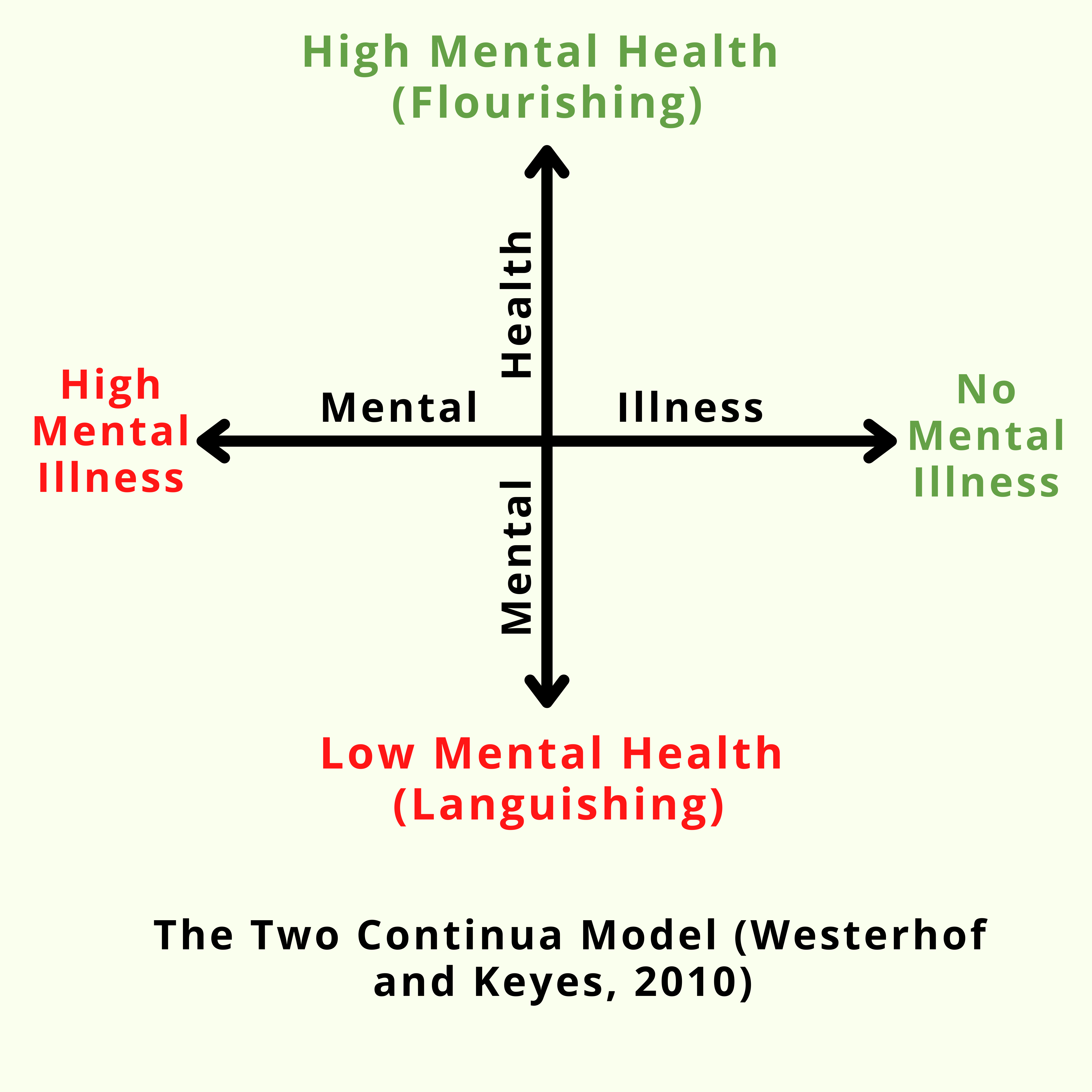
A mentális egészség-betegség modell

A mentális egészségre lehet egy kontinuumként tekinteni, ahol a személy mentális egészségének több különböző értéke is lehet. A mentális jólét egy pozitív tulajdonság, ami kiemeli az érzelmi jólétet, a teljes és kreatív élet fontosságát, illetve a képességet, hogy az élet kihívásait megoldja az ember.
A holisztikus modell főként antropológiai, oktatási, pszichológiai, vallási és szociológiai perspektívákat vesz figyelembe, de van ami a személyiségre, társadalmi helyzetre, egészségügyi és fejlődési pszichológiára koncentrál.
A mentális jólét háromoldalú modellje úgy tekint a mentális jólétre, mint aminek három fontos alkotóeleme van: érzelmi jólét, társadalmi jólét és pszichológiai jólét. Az érzelmi jólétet akkor éri el az ember, ha érzelmeinek nagy része pozitív, míg az utóbbi kettő az azokhoz kulcsfontosságú képességekre koncentrál.

### Demográfia

#### Gyermekek és fiatal felnőttek
10 és 19 éves kor között világszerte a betegségek 16%-a mentális. 2018-ban a betegek 42%-át nem kezelte orvos. A legtöbb mentális betegség 14 éves korban már megkezdődött, de nagyon gyakran ezeket nem fedezik fel és kezelik. Kamaszkorban az egyik leggyakoribb ok a betegségek és fogyatékosságok kialakulására a depresszió. 15 és 19 év között a halálozások negyedik leggyakoribb oka az öngyilkosság. A gyerekkori traumák mentális betegségekhez és gyenge iskolai teljesítményhez vezethet. Ha kamaszkorban nem kezelik a mentális betegségeket, annak nagy befolyása lehet a felnőtt korban. Az általános iskolás gyermekek 50%-a természetesen megszabadul viselkedési problémáitól, míg a másik 50% hosszú távú problémákat érzékelhet. Gyengíti a mentális és testi egészséget, illetve csökkenti annak valószínűségét, hogy teljes életet éljen a gyerek. A kamaszkori depresszió gyakran vezethet kábítószer vagy alkoholfüggőséghez. A depressziós zavarok általában 11 és 14 éves korban kezdődnek meg. A viselkedési problémákkal rendelkező gyermekek mindössze 25%-át kezeli orvos.

#### Hajléktalan lakosság
A hajléktalan lakosság nagy része szenved valamilyen mentális betegségtől, bár diagnosztizálni nagyon nehéz őket. Egy Lisa Goodman által írt cikk szerint a hajléktalan női válaszadók 53%-a szenvedett poszttraumás stressz zavarban. A cikkben a hajléktalanságot a mentális betegségek egyik veszélyes okaként írja le. Ugyan a betegségek gyakoriak, nagyon ritka, hogy megfelelő kezelésben részesülnek.

#### Bevándorlók és menekültek
Tekintve, hogy a menekültek gyakran polgárháborús területekről, civil konfliktusok vagy tömeggyilkosságok elől menekülnek, átesnek különböző traumatikus eseményeken. Ezeknek leggyakoribb formái kínzás, szexuális erőszak, családok szétszakadása és szerettek halála.
Új életük megkezdés után menekültek általában pszichoszociális stressz alatt vannak. Ezek közé tartozik a diszkrimináció, a stabilitás hiánya és a társadalmi elkülönülés. Sok menekültnek a legfontosabb pozitív tényező a család újraegyesítése lenne, ami közvetlenül javítja az életszínvonalat. A migrációt követő trauma gyakran okozója depresszív zavaroknak és pszichológiai stressznek.

#### Kultúra és vallás
A mentális egészség egy társadalom által létrehozott koncepció. Különböző társadalmak, csoportok, kultúrák, intézmények és munkák máshogy tekintenek természetére és okaira, máshogy döntik el azt, hogy mi számít egészségesnek mentálisan és azt, hogy azt hogyan kezelik. Erre tekintettel különböző szakértőknek különböző kulturális, politikai és vallási háttérrel rendelkeznek, más nézetekkel a megfelelő kezelésekről.
Kutatások kimutatták, hogy a mentális egészség körül létezik egy stigma. Ennek következtében gyakori, hogy emberek nem hajlandóak orvoshoz fordulni, mert félnek a diagnózistól, inkább teljesen elutasítva a kezelést.

### Magyarországi helyzet
Tőzsér Anett 2019-es kutatása szerint a magyar lakosságban az átlagnál kevesebb ember érez valós örömöt, boldogságot vagy teljes életet. Ehhez hasonlóan az  Állami Számvevőszék 2012-ben arra a következtetésre jutott, hogy a magyar lakosság mentális egészsége rosszabb az európai átlagnál. Munkahelyeiken a magyar emberek 29%-a él meg stresszt (2013-as adat). Magyarországon a lakosság akár 10%-a rendelkezik depressziós hajlamokkal, míg 2021-ben a Covid19-pandémia idején több, mint 700 ezer embert érintett.